# Ben Verweij
Bernard Willem Jan "Ben" Verweij (Medan, Índies Orientals Neerlandeses, 31 d'agost de 1895 - Amsterdam, 14 de juliol de 1951) fou un futbolista neerlandès que va competir a començaments del segle xx.
El 1920 va prendre part en els Jocs Olímpics d'Anvers, on guanyà la medalla de bronze en la competició de futbol. Quatre anys més tard, als Jocs de París fou quart en la competició de futbol.
Pel que fa a clubs, defensà els colors del Koninklijke HFC entre 1911 i 1927. Amb la selecció nacional jugà 11 partits, en què no marcà cap gol.